# La Nation africaine
La Nation africaine est un journal quotidien marocain en langue française, paru de mai 1962 à février 1965. Créé par Allal El Fassi, il est proche du parti de l'Istiqlal, nationaliste.

## Historique
La Nation africaine paraît pour la première fois en mai 1962 à l'initiative de Allal El Fassi, président du Parti de l'Istiqlal (alors au pouvoir) et ministre des Affaires islamiques,. Tandis que l'Istiqlal bascule dans l'opposition après les élections législatives de 1963 qui portent au pouvoir le Front pour la défense des institutions constitutionnelles.
Tout au long de l'année 1963, le quotidien et à sa suite le Syndicat national de la presse marocaine demandent l'interdiction des titres La Vigie marocaine et Le Petit Marocain, issus de la période coloniale et propriété d'un groupe français, dans lesquels les rédacteurs de La Nation africaine voient le relai « d'une pression étrangère »,,.
En février 1965, La Nation africaine est interdite de publication après avoir publié une citation du philosophe Djemâl ad-Dîn al-Afghâni lue par Allal El Fassi lors du congrès de l'Istiqlal : « Un peuple peut vivre sans roi, mais un roi ne peut pas vivre sans peuple. » Le propos est considéré par le pouvoir en place comme une mise en cause du roi Hassan II et mène à la condamnation du directeur du journal, Driss El Fellah. Le Parti de l'Istiqlal publie dès le mois suivant un nouveau quotidien francophone : L'Opinion. Néanmoins, l'interdiction du titre provoque une crise parlementaire : le 2 juin, l'Istiqlal parvient à faire voter à la Chambre des représentants un amendement visant à « ôter au président du conseil et au ministre de l'intérieur le pouvoir de suspendre un journal dont ils estimeraient que les écrits portent atteinte "aux fondements institutionnels, politiques ou religieux du royaume" ». Le 7 juin, dans un contexte politique tendu, le roi du Maroc proclame l'État d'exception,.